# オトナのお菓子
『オトナのお菓子』（オトナのお菓子）は、ぶんか社より発行された水田恐竜の漫画単行本。サブタイトルは「おいしさつぶより4コママンガ!」。掲載雑誌は『漫画エロトピア』（ワニマガジン社）。なお、『エロトピア』に連載され本単行本には未収録であった分が、同社発刊の『レスト・ワールド』に収録されており、『レスト・ワールド』は実質的に『オトナのお菓子』の2巻目である（「レスト・ワールド」の巻末より）。

## 概要
作者がぶんか社で発刊した4冊目の単行本。この作品では作者自身が主人公の「恐竜王国」ネタが特徴で「レスト・ワールド」ではほぼ毎回の様に登場している（「恐竜王国」ネタで占めている回もあった）。

## 登場人物
ここでは複数回登場した人物のみ紹介する。
海腹遊山
美味しんぼの「海原雄山」のパロディキャラクター。味や食器等が気に入らないと「こんなモノ食えるかー」等と怒り出すワガママな性格。
芸能人としてテレビ出演した時は平均視聴率72％、瞬間視聴率85％を獲得した。
猫や魚の人面動物で登場し「こんな器（エサ）で食えるかー」と喋るネタもある。
また、寿司職人として登場したこともあるが男性客から「ワシの焼いた皿のは一枚100まんえん」とぼったくった（ちなみにその男性客は900万円もぼったくられた）。
作者の他作品「じゃ夢パラダイス」と「脳プロブレム」（平成あんもNIGHT）にも彼らしき人物が登場している。
ヘソフェチの変質者
太った女子校生のヘソを犯したり、人目を気にせずアンパンのヘソを舐めたりする変質者。
エレファントマン
鼻の部分が男性器で男性器の部分が鼻といった謎の男。彼女がおりエッチをする程の関係。
男性器を隠すため女性物のパンツを被っている。彼女には「ブリーフになさい」と注意されるが「それじゃホモじゃないですか～」という理由で被らない（彼女は少し困惑していた）。
口裂け女の妹がいる。ただし普段はマスクをしているのでエレファントマンの彼女は口の部分は女性器かと思い込んでいた（それに気づいた妹は「にっ」とマスクを取った）。
二代目引田天功
おかしな所から突然現れるマジシャンだが、焚き火をしている子供を驚かせようしたときは自分自身が丸焼けになり失敗した。
ダイダラボッチ
大昔の日本の巨神。女性の姿をしている。
人類を守るために災害と戦う事があるが、体が巨大な上豪快な行動が多いので別の災害が起きる事が多い。例えば山火事が起きた時はダイダラボッチが、足踏みで消そうとするがそれと同時に地震も起きてしまうので「二次災害、いや三次災害に注意～」と民は警戒した。ただし台風が来た時はダイダラボッチの陰毛が普通の縄より強いのである意味では役に立っていたが、勝手に陰毛を抜かれたダイダラボッチは「もう台風来ても守ってやんない」と怒っていた。
体が大きいため体から出るものが巨大で、竜巻と戦った時は「ゲロの雨」が飛び散ったり、休火山の上で一休みしていた時は可愛らしいオナラ一発で休火山がいきなり噴火したこともあった。
自分と同じ大きさの男がいないので男日照りでありよくオナニーをする上、巨大な亀の怪獣と戦った時は山を使って亀になりきり、亀に自分のアソコに入れてもらえる事を期待していた。
「レスト・ワールド」では富士山が死んだ原因はダイダラボッチが食べたからと恐竜王が解説したり、テッポウウオと戦った時は相変わらず2次災害を起こしていた。また、ダイダラボッチが川にオシッコをしたら鮭がその臭いを求めて戻って来る事もあった。
基本的に口数が少なく民に頼み事等をするときはジェスチャーで伝える（ただしダイダラボッチ初登場のネタではストリップをしており「ちょっとだけよ～」と誘惑していたが次の回に登場するダイダラボッチと同一人物かは不明）。
作中初期に男のダイダラボッチも登場したがここでは何故か現代に登場していた。また巨大にもかかわらずエッチをするほどの関係の彼女がいる（コンドームが使えないので彼女がマイルーラを飲んで避妊している）。
いさやまもとこ
作者のでたらめな豆知識に女性漫画家代表として「うそを描くなうそを」と強烈なツッコミを入れた。ちなみにいさやまもとこが描くのが得意なキャラクターも作中登場している。
哲学的な言い訳をする男
妹のパンツを哲学的な言い訳をして臭いを嗅いだり被ったりするが風呂上がりの妹に殴られる男。
水田恐竜王
作者本人がモデル。「恐竜王国」と呼ばれる日本国外の王様だが本業は国を治める事では無く漫画を描く事である。
性格は非常に子供臭い所もあるが基本的に秘書官やハーレム、女性国民（子供も含む）にセクハラばかりするスケベ（ただし秘書官のみ恐竜王のセクハラに対して時々殴ったりしている）。
むぎ焼酎が好きでむぎ焼酎を飲むシーンが多いため秘書官から「またむぎ焼酎飲んでる」とつっこまれる事もある。
暗殺者に骨が剥き出しになるくらいズタボロにされた時は体質に合った治療方法であっという間に回復した（看護師が恐竜王の体を舐めたり自分の服を包帯替わりにしていた）。
メガネを外すと視力検査では一番大きい指標も見えなくなるが、パンツに描かれた指標だと何故か小さくても見える。また人間ドックでは頭部、胸部、腹部の輪切りが全てエッチをしてつながった時の構造になっているなど謎の多い体質である。
男女差別が激しい。詳しくは「恐竜王国の特徴」を参照。
「王様になってよかった」と嬉し泣きをするネタがあるが、「恐竜王国」ネタが始まる前は「よかった。○○になって本当によかった。」と嬉し泣きをするネタもある（また、作者の単行本「脳プロブレム」に収録されている作品「平成あんもNIGHT」では「えっちなマンガ描いてて本当に良かった」と嬉し泣きをしていた）。
秘書官
恐竜王の側近。服装はバニーガールの衣装にスーツを羽織った様なものである。
恐竜王国の女性の中では唯一恐竜王のセクハラに抵抗しており、恐竜王が「ワシの自慢のロケットでキミの肉体を開発するか」と迫って来た時は「このガキオヤジが～」と暴言を吐いたりする。
真面目な性格だが、実はお茶目な面もあり「クーデターごっこ」をして恐竜王を驚かせたりしていた。
成人式は日本に留学していた時に行ったが、恐竜王国の成人式の民族衣装を着ていたので非常に浮いていた。
ダイダラエース
ダイダラボッチをモデルとした王国防衛ロボット。身長は18mで、体重は20t。武器はオッパイミサイル。消火機能も搭載されているが、股間から水が出る。
「レスト・ワールド」では王国唯一の神社「ダイダラ神宮」の改築のために使われた。
中は人間の女性の膣内を模したものであり、ふたまたに別れた道は右が「安産」、左が「子宝」の御利益がありその奥にはそれぞれ巨大な卵巣様がまつってある。
またダイダラエースのアソコに巨大タンポンが挿入されている時は参拝者に「メンス（メンテ）の日」を知らせる事になっている。
その他にもトンネル掘りや区画開発にも使われているが、秘書官曰く「民間の土建業者がバタバタ潰れている」との事。
イクジナシな男
「レスト・ワールド」に登場。好きな女性の事をオナニーする度に100円ずつ貯金して宝石をプレゼントするも彼女は「いらん!!」とキレてしまう。
その後彼女を家に連れていくがペットのマムシが彼女の足に噛み付き、わざとらしく毒を吸い出そうとした（これに対し彼女は「ヤリたいなら素直に押し倒せ～」とキレ出した）。
ウニマガジン社の女性
恐竜王国に取材をしにいくが恐竜王国の個性的な特徴に戸惑ってばかりだった。また、クリスマスから正月まで滞在していた。
魔太郎
「レスト・ワールド」に登場。呪い（呪わせる相手の髪の毛が必要）で女子校生を妊娠させたり、不良学生を腎虚で死なせる事が出来る恐ろしい男。
新担当のI藤さん
恐竜王の原稿を取りに恐竜王国にやってきた男性だが、入口の迷路に4時間も迷ってしまった。
募金活動をする女子校生
小銭の無い人にパンツを見せて大金を手に入れるセコい女子校生だが恐竜王から勲章（後述）を貰う。髪型は「まりんスクランブル」の主人公「まりん」に似ている。
日本から恐竜王国に移住した女子校生
恐竜王国大運動会に参加するが、芸術点優先の競技ばかりに戸惑ってばかりだった（ただし綱引き（後述）では「新人のコ、シマリいいね」と恐竜王に褒められた）。

## 恐竜王国の特徴
通貨がパンツ
千円札が化繊のパンツ、5千円札が綿のパンツ、1万円札がシルクのパンツで、各種有価証券はブルマーやアンスコ等スポーツ系の下着。
偽造問題が発生したときは本物のお札は美形の恐竜王がスカシで写っているが偽札は普通の恐竜王の顔がスカシで写っていたので、恐竜王は偽造団を「死刑」にした。
また国民がタンス預金をするので銀行にお金が集まらなかったり、ブルセラ市場では円高パンツ安がぐんぐん進み為替インフレが出るなどデメリットが多く、更に「レスト・ワールド」では「かさばって使いにくい」「何より恥ずかしくて使いづらい」との苦情が殺到していた。
王宮の婦人用トイレは菜園
恐竜王国の王宮には紳士用トイレはあるが、婦人用トイレは菜園がトイレそのものである。これに対し秘書官は「王様じゃなかったら殺す」と苛立っていた。
ツーサイズちっちゃい刑一週間
恐竜王国のバニーガールが麦焼酎を恐竜王にこぼしてしまったので、バニースーツをツーサイズ小さくされてしまう刑。
電気アンマずもう
恐竜王考案のスポーツ。優勝者には賞品と賞金がいっぱい貰える上、恐竜王とじきじきに手合わせ出来る。
ハゲ頭の男性はチョンマゲ
美容室でチョンマゲにしてもらえるので「ハゲ差別の無い国」と中年男性が恐竜王国に亡命希望する位評判が良い。
王立サーカス団
バランス感覚ゼロ、高所恐怖症、ライオンにナメられている女性達だが、恐竜王は満足した。
恐竜王国国営銀行の防犯カメラ
恐竜王自ら防犯カメラをチェックするがローアングルで撮っていた。
官営洗剤「パイパン」
しつこい汚れを取り除く洗剤。CF（コマーシャルフィルム）の製作者は恐竜王。
自殺の名所
飛び込み禁止等のシンプルな看板を恐竜王がエッチな絵の看板にすり替える事で自殺者がゼロになった。
白いパンツ以外では税金がかかる
恐竜王国では白以外のパンツを履くと税金がかかってしまう（恐竜王が「あの女怪しい」と見抜いて50円徴税した）。
天然パイパンの女の子は無毛（むけー）文化財として保護
恐竜王自らが視察をするが、保健医が通報しない限り自己申告はしてこないのが問題点である。
パンツのリボンを集めると…
パンツをリボンを捨てずにリボン帳に集めると王様から学校の備品が貰える。
女性プロスポーツ選手は全てミニスカート
恐竜王曰く「健全なる太ももには健全なる魂が宿る」との事でバレーボールやバスケットボールの選手もミニスカートである。
女教師の制服は全員ジャージ
ズボンを上げるとアソコがくっきりと見えると理由で着せている。
恐竜王国女子陸上競技大会
コケたり走り幅跳びで砂が入っても芸術点として評価されるが日本チームの選手は「なんなの、芸術点てなんなの」と訴えた。
体育の時は黒ブルマーと綿のパンツ
徳川家光の慶安のお触書の「農民は木綿と麻、色は黒と紺如着てはならぬ」を元に体育の時に絹をパンツを履くと「麻パンツの一週間の刑」を執行される。麻パンツの感触はゴワゴワして痛い。
恐竜王国の地理
人口と面積は秘密で地形はパンツの形をしており、日本からかなり離れているらしく密林地帯で秘書官が出迎えたのでウニマガジン社の女性は「どこなのここ～」と嘆いていた。
ダイダラボッ湖（塩湖）
ダイダラボッチのオシッコで出来たという伝説がある他、食用以外にも使えるアケビ貝や巨大なオタマジャクシが大量発生する事もある。
国技「ぽよよん」
コンドームを膨らませ、胸や尻で弾く競技。ウニマガジン社の女性は「大体ルールはわかる」との事。
新婦は恐竜王から…
新婦は恐竜王から金襴緞子（きんらんどんす）のパンツを貰えるが、パンツは恐竜王が直接履かせる事になっている。
子供達には交通事故からより守る黄色い物をつける
黄色は注意の色ということで雨の日は黄色い傘や黄色い帽子等をつける。そして恐竜王自ら視察（スカートめくり）をしたので秘書官に「動機に一抹の不純を感じますよ」とつっこまれた。
テニスコートの素材がガラス
恐竜王が下からテニスプレイヤーの下半身を覗くために作られた。
恐竜王国のペナント
布の質が良く紐が長いのが特徴でパンツとして履ける。そのため使用済みペナントが男性観光客に好評との事。
迷路の様な入口
恐竜王が原稿を完成させるまで迷路から抜け出せないのが特徴で、新担当のI藤さんは4時間も迷ってしまい秘書官に助けられる。
女相撲
マワシは胸と股間を隠す様になっており、リーグに優勝したら横綱ならぬ縦綱になれる。ちなみに呼び出された女の子は恐竜王国の女性の中では珍しく「ひぇ～。きゃ～」と悲鳴を挙げる等強い羞恥心を持っていた。
叙勲式
恐竜王国では国家・公共の功労のあった者は、年末に勲章付きのパンツを王様じきじきに履かせて貰える。
駅伝大会
タスキの代わりにブルマーを渡すので、次の走者はパンツ一丁で待機している
成人式
女の子は民族衣装を着て恐竜王とドンチャン騒ぎをするが、男の子は民族衣装と石ヤリで山の中に入り自分より大きい獲物をしとめるまで帰れない厳しいルールで10年もクリア出来ない男性もいる。
そして見事成人式をクリアした若者はたくましくなって帰って来ると同時に男ばかりの山生活でゲイになるので恐竜王は「若い女が余るので王様うれしい」との事だが秘書官は「人口減って滅びますよ。」とつっこんだ。
人間将棋
女の子を将棋の駒として指すゲーム。パンツには駒の名前が書かれており例えば「歩」が成るとパンツを裏返して「と」に変わる。
恐竜王国刑務所
重犯罪者には「生コン詰めの刑」を執行されるが実は「生コン」は「生コンニャク」で笑い死にかつ腎虚寸前で止めるのが目的。
水泳競技大会
碁石拾いやブラ取り水中騎場戦で日本の水泳チームを圧倒するが、日本チームの女の子は「ないもん!こんな競技ないもん」と訴えた。
また飛び込みは、水着が取れたら芸術点が高くなる（日本チームはひねり飛び込みを決めたが「どーゆう基準」と訴えた）。
恐竜王国産のワイン
気候の良い恐竜王国ではブドウが盛んで若い女の子が足踏みをする伝統的な製法でワインを作る。
恐竜王国産の農作物
無農薬有機農法で作る野菜は美味で栄養も豊富だが、女性の排泄物を肥料にして育てている。
恐竜王国大運動会
前述の陸上競技大会や水泳競技大会と同じく芸術点が優先される。
ドンゴロス競走はドンゴロス製のパンツを履いて徒競走をする競技で、綱引きは二人三脚の様に足を結び股間が裂けない様に引っ張り合う。また、パン食い競争ではパンを食べてから恐竜王にあげないとゴールは認められない。
そして唯一の男子競技借り物競争は「徳川埋蔵金」や「武田信玄の隠し金山」など普通の借り物競争ではありえないものばかり出てくるので探しに行き始めた男子は「女の子に生まれたかった」と嘆いていた。
人間国宝
恐竜王に芸を見せ恐竜王が素晴らしいと感じた芸をする人には人間国宝に認定される。認定されると国の補助により一生安泰で応募者が絶えずやってくるが、男性の人間国宝は未だゼロである（素晴らしい芸をしても褒美として飴が貰える程度）。
紙マッチ売りの少女
日本で恐竜王の単行本（オトナのお菓子）を売る少女。そのためマッチは紙で出来ている（買おうとしたおじさんはそうまでして売りたいのかと呆れていた）。
特定のパンツを履いて寝る良い子には…
クリスマスパンツを履いて寝る子には王様サンタからプレゼントをねじ込んで貰えて、ぽちパンツ[祝儀袋の紐等がついたパンツ]を履いて寝る子には王様大明神からお年玉をねじ込んで貰える。
王国の標準時刻
生理周期が天文学的正確さを誇る女の子がおり、それを標準王国時間として合わせている（内視鏡を使い毛細血管からの出血を確認する）。
海洋少女隊
恐竜王が釣りをしている時パンツ信号訓練をしており「ア」、「イ」、「ウ」というパンツ文字を3km先で釣りをしている恐竜王に見せた（恐竜王曰く「肉眼だがよく見える」とのこと）。
ガール・スカウト
汚水をパンツを使ってろ過したり、物を運んだりするパンツワークを恐竜王に披露した。
桜の木の上に賞金をつけて…
沢山の全裸の女の子が桜の木に登る行事。そして恐竜王はマン開の桜の下で酒を堪能していた。

## 桃ワレぶれいん
単行本「オトナのお菓子」に併録された作品。掲載雑誌は『週刊漫画TIMES増刊パラダイス』（芳文社）。ここでは複数回登場した人物のみ紹介する。

### 登場人物
一人3Pが好きな男
「Pygmaliosm」（人形愛好）「Pedophilia」（幼児嗜好）「Pederasty」（男色）が好きな男。後述の一人3Pが好きな女に覗かれていた。
一人3Pが好きな女
「Peeping tom」（覗き症）「Penisneid」（男根羨望）「Pyrolagnia」（色情放火狂）が好きな女だが家を全焼させる程の火事を起こしてしまう。また前述の一人3Pが好きな男のプレイをドアから覗いていたが2人の関係は不明。
青姦が好きな女
二段ベッドを草原や砂浜に改造したり、押し入れをパノラマに改造したりと青姦ムードが好きな女。

## 三色スズメ
単行本「オトナのお菓子」に併録された作品。麻雀が得意な小学生が主人公の4コマギャグ漫画。掲載雑誌は漫画エロトピア増刊「ふんぞり麻雀」（ワニマガジン社）。

### 登場人物
三色スズメ
麻雀が得意な9歳の女の子。雀荘の娘で麻雀の点数等をスラスラ言えるが何故か九九が出来ない（2×6を「いちさんななひゃく」と答えていた）。
麻雀が強く客からお金を巻き上げているが、孔雀にお小遣いをねだる等一応子供らしい面はある。
店のルールで「脱ぎたてパンツをかぶってリーチは2ハンアップ」を利用して脱ぎたてパンツを被った事もある（孔雀は「あたしの育て方に間違いは無い」と頷いていた）。
三色孔雀
雀荘「三色すみれ」の店長。麻雀はスズメより強い（スズメからメンチン、イッツー、イーペーコー、ドラ4でアガった）
無口な男
「チー」を言わなかったためスズメの機嫌を損ねさせ、しまいには「ロン」を言わなかったためアガったにもかかわらず牌を崩されてしまう。
警察
スズメから五万二千円巻き上げられそうになったとき、「賭博行為は違反だ」と警察手帳を見せそそくさと帰ってしまう上、ソープランドでは「本番行為は違法だ」とそそくさと帰ってしまう。